# Federico Fliedner
Fritz, Friedrich o Federico Fliedner Bertheau, (Düsseldorf, 10 de junio de 1845-Madrid, 25 de abril de 1901) fue un teólogo, pastor, misionero, filántropo, periodista, editor, escritor y poeta protestante reformado alemán naturalizado español, hijo del teólogo evangélico Theodor Fliedner y padre de los también escritores Jorge Fliedner Brown, Catalina Fliedner Brown y Juan Fliedner Brown, y abuelo de Elfriede Fliedner Klingender, hija de este último.

## Biografía
Nació en Kaiserswerth, pueblo entonces y hoy barrio de Düsseldorf, hijo del pastor Teodoro Fliedner, fundador de las Diaconisas, y de Carolina Bertheau, de familia hugonote, y se educó en el Gymnasium de Gütersloh. Estudió Teología en Halle (1864-1866) y se doctoró en Tubinga (1867), recibiendo el influjo de los teólogos August Tholuck y Johann Tobias Beck. Fue maestro rural en una escuela en Hilden en 1868. Participó como enfermero en la Guerra de Prusia con Austria, e hizo un viaje a Italia, donde conoció de cerca a los Valdenses. 
Viajó a España en marzo de 1869 al promulgarse por vez primera la libertad de cultos. Al año siguiente fue ordenado pastor y enviado por la Iglesia evangélica de Alemania como misionero. Se estableció en Madrid el 9 de noviembre de 1870 y fue nombrado capellán de la legación del Imperio Germano en Madrid. Aprendió el español, hizo el bachillerato en España y estudió medicina en la Universidad Central. Empezó su labor religiosa en la iglesia de Jesús, en la calle Calatrava de Madrid, cuyo pastor era Francisco de Paula Ruet, a quien sucedió en 1878. En 1880 adquirió una casa en ruinas en El Escorial donde se había alojado Felipe II y la reconstruyó instalando un hospicio para huérfanos y una escuela, la "Casa de Paz". Ayudó a los grupos protestantes reformados de provincias viajando incansablemente y fundó una escuela en cada congregación para elevar el nivel cultural de los protestantes reformados españoles. Participó decisivamente en la formación de la Iglesia cristiana española (1872), origen de las actuales Iglesia evangélica española (IEE) e Iglesia española reformada episcopal (IERE).
En 1873, fundó la Librería Nacional y Extranjera, una editorial de amplio fondo con obras literarias, libros de texto y publicaciones periódicas. Entre estas destacan El Amigo de la Infancia, consultado por Miguel de Unamuno, que se publicó de 1874 a 1939, y la Revista Cristiana, periódico científico y religioso que llegó a los 888 números entre 1880 y 1919. 
Escribió biografías de John Howard, Elizabeth Fry, el misionero y explorador David Livingstone, el reformador Lutero (1878), y sus propios padres, Teodoro Fliedner de Kaiserswerth (1883) y Carolina Fliedner de Kaiserswerth (1883). Completó esta labor escribiendo su propia autobiografía, aparecida primero en dos volúmenes en alemán (Aus Meinem Leben, 1901-1903), traducida luego al español y publicada póstuma en la Revista Cristiana (núms. 513 a 553). Inició la traducción al español del Nuevo Testamento con las notas del francés Ed. Faivre; la completó desde la Epístola a los Hebreos uno de sus nietos.
Tuvo una familia numerosa con su esposa escocesa, Juana Brown, que fue una colaboradora ejemplar que le ayudó en sus trabajos en la escuela preparatoria de bachillerato. Ante los buenos resultados de la misma, pensaron en crear un centro privado de segunda enseñanza o bachillerato y reunió penosamente los fondos de lo que habría de ser el Colegio El Porvenir de Madrid, inaugurado el 31 de octubre de 1897, día de la Reforma. Junto a él se creó la Librería Calatrava, de temática protestante. 
Fliedner escribió también un himnario protestante reformado en español para la escuela dominical. Enfermó de tifus y murió el 25 de abril de 1901; está enterrado en el Cementerio civil de Madrid.

## Obras

### Varios
- Cartas desde los sitios azotados por los terremotos en Andalucía. Madrid: Librería Nacional y Extranjera, 1885.
- Das Evangelium in den Römischen Landen. Güttersloh: Bertelsmann, [189-?]
- Das Paradies: in 30 Gesängen. Heidelberg: Carl Winter's Universitätsbuchhandlung, [1899]
- Leaves from Spain. Madrid: [s. n.], [ca. 1878].
- Blätter und Blüthen, poemas (Heidelberg, 1885-97)
- Römische Missionspraxis auf den Karolinen (1880)
- Erzählungen aus Spanien (1895)

### Biografías
- Martín Lutero: su vida y su obra. Madrid: Sociedad de Publicaciones Religiosas, 1878. Muy reimpreso; la segunda edición fue actualizada por Jorge Fliedner (Madrid: Sociedad de Publicaciones Religiosas, 1913); se reimprimió modernamente en Tarrasa: CLIE, 1983.
- David Livingstone o id por todo el mundo. Madrid: Librería Nacional y Extranjera, 1882.
- Teodoro Fliedner de Kaiserswerth (1883).
- Carolina Fliedner de Kaiserswerth: madre de las Diaconisas. Madrid: Librería Nacional y Extranjera, (c. 1890).
- Aus meinem Leben, Erinnerungen und Erfahrungen (Berlín, 1900), reimpresa luego en dos vols.: Berlín: Martín Warneck, 1901-1903.

### Traducciones
- Maximiliaan Frederik van Lennep, La historia de la Reforma en España en el siglo XVI. Gran Rapids (Míchigan, EE.UU.): Subcomisión Literatura Cristiana, 1984.
- El Evangelio según San Lucas  Madrid: Librería Nacional y Extranjera, 1886.
- El Evangelio según San Marcos Madrid: Librería Nacional y Extranjera, 1887.
- El Evangelio según San Mateo.  Madrid: Librería Nacional y Extranjera, 1885.
- La Epístola del Apóstol Pablo a Los Romanos. Madrid: Librería Nacional y Extranjera, 1895.
- Los Hechos de los Apóstoles según San Lucas  Madrid: Librería Nacional y Extranjera, 1889.